# Lorenz Werthmann

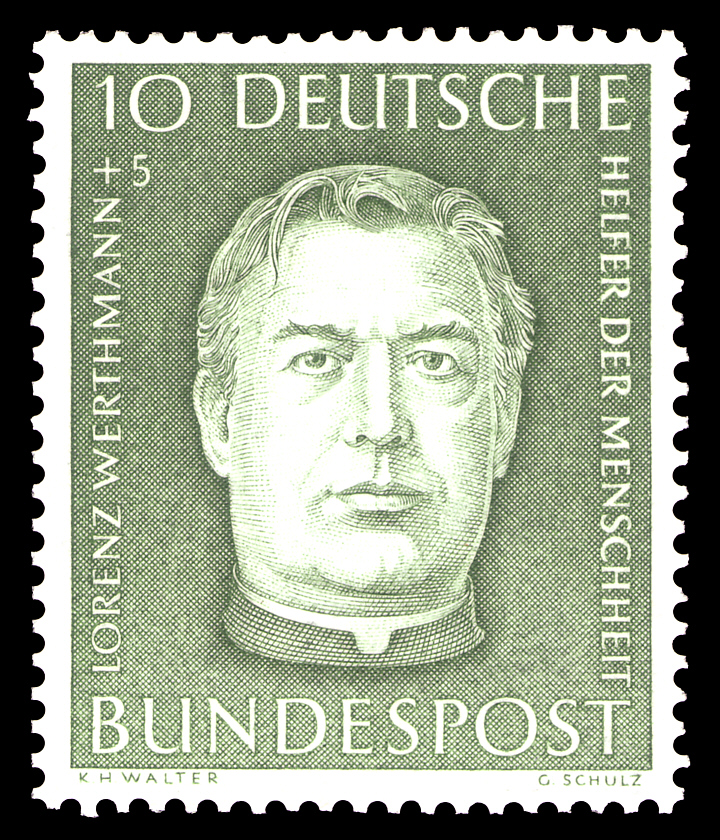
Briefmarke von 1954 aus der Serie Helfer der Menschheit

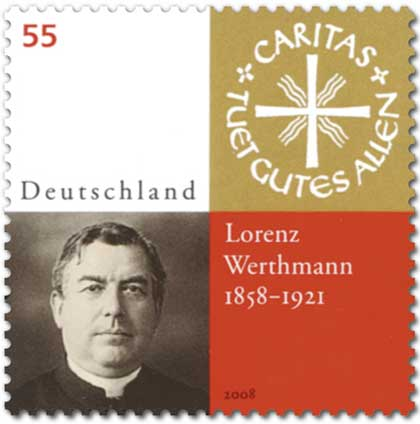
Briefmarke zum 150. Geburtstag 2008

Lorenz Werthmann (* 1. Oktober 1858 in Geisenheim; † 10. April 1921 in Freiburg im Breisgau) war katholischer Priester und Sozialpolitiker. Lorenz Werthmann war Gründer und erster Präsident des Deutschen Caritasverbandes.

## Leben
Lorenz Werthmann wurde in Geisenheim geboren und besuchte das Gymnasium in Hadamar. Er studierte am Collegium Germanicum in Rom und wurde dort zum Dr. phil. und Dr. theol. promoviert. 1883 erhielt Lorenz Werthmann die Priesterweihe in Rom. Nach kurzer Tätigkeit am Frankfurter Dom wurde Werthmann Sekretär von Bischof Peter Josef Blum in Limburg an der Lahn. Die gleiche Position nahm er auch bei dessen Nachfolger Christian Roos ein. Als dieser 1886 zum Erzbischof von Freiburg gewählt wurde, folgte er ihm und baute von dort aus seit 1895 den Caritasverband auf. Ihm wurden als Geistlicher die Titel „Päpstlicher Geheimkämmerer“ und „Erzbischöflicher Geistlicher Rat“ verliehen.
Am 9. November 1897 gründete Werthmann in Köln den Caritasverband für das katholische Deutschland (DCV), der seit 1921 als Deutscher Caritasverband (DCV) bezeichnet wird.
Anliegen Werthmanns war es, auf die sozialen Nöte und das Elend seiner Zeit eine angemessene Antwort zu geben. „Organisieren, Studieren, Publizieren“ waren die drei zentralen Aufgaben, die er dem Caritasverband ins Stammbuch schrieb:
- „Organisieren“ bedeutete für Werthmann statt vereinzelter Aktionen die Bündelung der Kräfte und das Schaffen von Hilfenetzen mit den dadurch entstehenden Synergieeffekten.
- „Studieren“ hieß für den Gründer, dass Caritas (lat., Nächstenliebe) „nicht allein Übung eines warmfühlenden Herzens“ ist, sondern „eine Wissenschaft, eine Kunst“, dass sie also der fachlichen Kompetenz und der professionellen Rationalität bedarf.
- Mit dem „Publizieren“ verband Werthmann das Ziel, ein „allgemeines Caritas-Bewusstsein“ zu schaffen.

Werthmann publizierte Veröffentlichungen, die Zeitschrift Caritas mit Erstausgabe 1895 betreute er bis zu seinem Tode 1921. Er war Mitglied der katholischen Studentenverbindungen KDStV Arminia Freiburg im Breisgau und KDStV Hercynia Freiburg im Breisgau im CV und seit 1898 im Verband der wissenschaftlichen katholischen Studentenvereine Unitas. Werthmann war Befürworter des deutschen Kolonialismus, den er zum Zwecke der Heidenmission in mehreren Reden vertrat, außerdem war er Mitglied im Verein für das Deutschtum im Ausland. Werthmann setzte sich sehr für die Auswanderer und die Auswandererfürsorge ein. 1914 ging die Geschäftsführung des Raphaelsvereins, dessen Hauptaufgabenfeld die Auswandererberatung und -fürsorge war, von Cahensly auf Werthmann über, wodurch dessen Hauptgeschäftsstelle von Limburg nach Freiburg verlegt wurde und dort bis zur Verlegung nach Hamburg 1921 verblieb.
Die DCV-Zentrale in Freiburg trägt Werthmanns Namen seit 1924, bis 1969 im Haus Werderring 4, seitdem im Haus Karlstraße 40. Im September 2007 wurde der Werderring in Freiburg in Werthmannstraße umbenannt. Zuvor hatte es einen Werthmannplatz gegeben, der in „Platz der Universität“ umbenannt wurde. Im Kölner Stadtbezirk Lindenthal wurde das Wirken von Werthmann ebenfalls durch die Benennung einer Straße geehrt. Am 9. Oktober 2008 erschien zum Gedenken an seinen 150. Geburtstag eine Sonderbriefmarke im Wert von 55 Cent.

## Schriften
- Ernst und Größe der gegenwärtigen Weltstunde, Caritas Buchhandlung Freiburg 1914
- Fünfzig Jahre Raphaelsverein zum Schutze katholischer deutscher Auswanderer und die drohende Auswandererflut im neuen Deutschland. Caritas-Verlag Freiburg i.Br. 1919.